# 23 Tália
23 Tália é um grande asteroide do cinturão principal. Foi descoberto em 15 de dezembro de 1852 por John Russell Hind em Londres. Recebeu o nome de Tália, a musa da comédia na mitologia grega.
Tália possui um diâmetro médio de 107,53 km, e orbita o Sol a uma distância média de 2,6262 UA em 4,26 anos, com uma excentricidade de 0,2346 e uma inclinação de 10,114º.